# Liste der Kulturdenkmale in Schneppendorf
Die Liste der Kulturdenkmale in Schneppendorf enthält die in der amtlichen Denkmalliste des Landesamtes für Denkmalpflege Sachsen ausgewiesenen Kulturdenkmale im Zwickauer Ortsteil Schneppendorf.

## Legende
- Bild: Bild des Kulturdenkmals, ggf. zusätzlich mit einem Link zu weiteren Fotos des Kulturdenkmals im Medienarchiv Wikimedia Commons. Wenn man auf das Kamerasymbol klickt, können Fotos zu Kulturdenkmalen aus dieser Liste hochgeladen werden:
- Bezeichnung: Denkmalgeschützte Objekte und ggf. Bauwerksname des Kulturdenkmals
- Lage: Straßenname und Hausnummer oder Flurstücknummer des Kulturdenkmals. Die Grundsortierung der Liste erfolgt nach dieser Adresse. Der Link (Karte) führt zu verschiedenen Kartendiensten mit der Position des Kulturdenkmals. Fehlt dieser Link, wurden die Koordinaten noch nicht eingetragen. Sind diese bekannt, können sie über ein Tool mit einer Kartenansicht einfach nachgetragen werden. In dieser Kartenansicht sind Kulturdenkmale ohne Koordinaten mit einem roten bzw. orangen Marker dargestellt und können durch Verschieben auf die richtige Position in der Karte mit Koordinaten versehen werden. Kulturdenkmale ohne Bild sind an einem blauen bzw. roten Marker erkennbar.
- Datierung: Baubeginn, Fertigstellung, Datum der Erstnennung oder grobe zeitliche Einordnung entsprechend des Eintrags in der sächsischen Denkmaldatenbank
- Beschreibung: Kurzcharakteristik des Kulturdenkmals entsprechend des Eintrags in der sächsischen Denkmaldatenbank, ggf. ergänzt durch die dort nur selten veröffentlichten Erfassungstexte oder zusätzliche Informationen
- ID: Vom Landesamt für Denkmalpflege Sachsen vergebene, das Kulturdenkmal eindeutig identifizierende Objekt-Nummer. Der Link führt zum PDF-Denkmaldokument des Landesamtes für Denkmalpflege Sachsen. Bei ehemaligen Kulturdenkmalen können die Objektnummern unbekannt sein und deshalb fehlen bzw. die Links von aus der Datenbank entfernten Objektnummern ins Leere führen. Ein ggf. vorhandenes Icon  führt zu den Angaben des Kulturdenkmals bei Wikidata.

## Schneppendorf
| Bild                                    | Bezeichnung | Lage                          | Datierung                     | Beschreibung | ID       |
| --------------------------------------- | --- | ----------------------------- | ----------------------------- | --- | -------- |
| Direkt Bild zu diesem Denkmal hochladen | Häuslerhaus | Bergweg 6 (Karte)             | um 1850                       | Anwesen in Form eines Hakenhofes, Fachwerkbau mit verschiefertem Giebel, baugeschichtlich von Bedeutung. Zweigeschossiges kleines Fachwerkhaus mit massivem, leicht verändertem Erdgeschoss, Fachwerk-Obergeschoss verkleidet, Fenster unmittelbar unter der Traufe (ein Hinweis auf das hohe Alter des Gebäudes), sehr schmales Haus, welches traufseitig erweitert ist, ebenso giebelseitig durch eingeschossigen massiven Anbau erweitert, das Haus wird abgeschlossen durch ein Satteldach mit einer Biberschwanzkronendeckung, durch traufseitige Erweiterung teilweise Schleppdach. Denkmalwert: baugeschichtlicher und sozialgeschichtlicher Wert als Zeugnis des Bauens und Lebens auf dem Lande um 1800. (LFD/2011) | 09231710 |
| Direkt Bild zu diesem Denkmal hochladen | Häuslerhaus | Bergweg 8 (Karte)             | um 1800                       | mit verschiefertem Obergeschoss, baugeschichtlich und sozialgeschichtlich von Bedeutung. Zweigeschossiges, winklig aneinandergefügtes Häusleranwesen, um 1800 erbaut, mit massivem Erdgeschoss, dort baulich leicht verändert und gedämmt, Fachwerk-Obergeschoss teils verschiefert, an der Traufseite mit zahlreichen Streben, engstielig, zweiriegelig, geschweiftes Satteldach, originale kleine Gauben. Denkmalwert: baugeschichtlicher und sozialgeschichtlicher Wert auf Grund seines guten Originalzustandes und als Zeugnis ländlichen Lebens und Bauens um 1800. (LFD/2011) | 09231711 |
| Direkt Bild zu diesem Denkmal hochladen | Kriegerdenkmal für die Gefallenen des Ersten Weltkrieges                                                           | Jüdenhainer Straße (Karte)    | 1927                          | Obelisk aus Betonwerkstein mit Schrifttafeln. Kriegerdenkmal für Bewohner des Dorfes, welche im Ersten Weltkrieg gefallen sind. 1927 aufgestellter Obelisk aus Betonwerkstein mit Schrifttafel und Einfassungsmauer mit Treppe. Kleine Denkmalanlage von ortsgeschichtlicher Bedeutung. (LfD/2011) Inschrift: „Mahnmal des Friedens, Heimat und Volk sind für den Menschen Ausgang und Heimkehr zugleich“ | 09231764 |
| Direkt Bild zu diesem Denkmal hochladen | Wohnstallhaus, zwei Seitengebäude und Scheune eines Vierseithofes                                                  | Jüdenhainer Straße 5 (Karte)  | E. 18./A. 19. Jh.             | geschlossen erhaltener Vierseithof mit Fachwerkgebäuden aus dem 18. und 19. Jh. von baugeschichtlicher und sozialgeschichtlicher Bedeutung. Vierseithof mit zwei Seitengebäuden, Wohnstallhaus und Scheune, vermutlich 18./19. Jh., Wohnstallhaus: zweigeschossiges Gebäude, Erdgeschoss massiv mit original erhaltenen Fenstergewänden mit Hohlkehlung und Fensterläden, Obergeschoss Fachwerk leicht vorkragend, regelmäßig mit gezapften Streben, engstielig, breiter Schwellenkranz bestehend aus Schwelle, Rähm und Füllhölzern, Giebel verschiefert, Fensterproportionen erhalten, hohes Satteldach, vermutlich Kehlbalkendach, mit Kehl- und Hahnebalken, Seitengebäude: Torhaus, Erdgeschoss massiv, großes Holz-Schiebe-Tor (erneuert), Fachwerk-Obergeschoss engstielig, zweireihig, zahlreiche Streben, alle Holzverbindungen gezapft, breiter Schwellenkranz, Satteldach, Giebel verschiefert, vermutliche Bauzeit um 1800, Scheune: eingeschossig mit Drempel, Fachwerkbau mit strebenreichem Fachwerk, breitliegende Gefache, gezapfte Holzverbindungen, Drempel verschiefert, Satteldach, hinteres Seitengebäude: zweigeschossig, Erdgeschoss massiv, Fachwerk-Obergeschoss verbrettert, zweiachsiger Dacherker, Satteldachabschluss. Alle Gebäude im Wesentlichen original erhalten, sie dokumentieren das Bauhandwerk und die Lebensweise des beginnenden 19. bzw. ausgehenden 18. Jh. und erhalten somit baugeschichtliche und sozialgeschichtliche Bedeutung. (LfD/2011) ortsbildprägend. | 09231749 |
| Direkt Bild zu diesem Denkmal hochladen | Zwei Seitengebäude, Scheune und Streuobstwiese eines Vierseithofes                                                 | Jüdenhainer Straße 16 (Karte) | 1. H. 18. Jh. (straßenseitig) | gut erhaltene Wirtschaftsgebäude aus dem 18. Jh. und 19. Jh., von baugeschichtlicher und sozialgeschichtlicher Bedeutung. Weitgehend geschlossen erhaltener Bauernhof mit gut erhaltenen Wirtschaftsgebäuden aus dem 18. bzw. 19. Jh. Seitengebäude straßenseitig: Erdgeschoss massiv, Fachwerk-Obergeschoss, Fachwerkkonstruktion regelmäßig, zweiriegelig, Eckstreben, aufgeblattete Knaggen, Satteldachabschluss, 1. Hälfte 19. Jh. Scheune: eingeschossig mit Drempel, Fachwerk, regelmäßige Fachwerkkonstruktion, gezapfte Holzverbindungen, Satteldach, 19. Jh. Wirtschaftsgebäude hofseitig: Erdgeschoss massiv, nachträglich unterfahren und verändert, Fachwerk-Obergeschoss mit zugesetzter elfbogiger Oberlaube, Gang nicht mehr erhalten, heute einheitlicher Heuboden, vermutlich 2. Hälfte 18. Jh., Abschluss durch Satteldach, eine der beiden letzten noch erhaltenen Oberlauben im Dorf. Der Denkmalwert des Hofes ergibt sich aus dem baugeschichtlichen und sozialgeschichtlichen Wert der Wohn- und Wirtschaftsgebäude als Dokumente ländlichen Bauens und Wohnens des ausgehenden 18. und beginnenden 19. Jh. eine außerordentlich große hausgeschichtliche Bedeutung kommt dem Seitengebäude mit Oberlaube zu bedingt durch die relative Seltenheit dieser Hausform, die heute im Direktionsbezirk vorwiegend nur noch im Zwickauer Raum anzutreffen ist. (LfD/2011) hofseitiges Seitengebäude mit zugesetzter elfbogiger Oberlaube, besterhaltener Hof des Dorfes. | 09231750 |
| Direkt Bild zu diesem Denkmal hochladen | Seitengebäude eines ehemaligen Bauernhofes                                                                         | Jüdenhainer Straße 17 (Karte) | um 1700                       | Seitengebäude mit zugesetzter neunbogiger Oberlaube von großer baugeschichtlicher Bedeutung. Seitengebäude eines ehemaligen Bauernhofes, vermutlich um 1700 erbaut, giebelseitig im 19. Jh. erweitert. Erdgeschoss massiv, unterfahren, Ziegelmauerwerk verputzt, ehemals vermutlich auch Fachwerkkonstruktion, Fachwerkobergeschoss mit neunbogiger Oberlaube, heute zugesetzt, ursprünglich mit aufgeblatteten Kopfstreben, diese teilweise erhalten, Satteldachabschluss. Eine der beiden im Dorf erhaltenen Oberlauben. Oberlauben sind in nennenswerter Anzahl heute nur noch im Direktionsbezirk Chemnitz im Zwickauer Raum anzutreffen. Aus dieser relativen Seltenheit ergibt sich eine große hausgeschichtliche Bedeutung. (LfD/2011). Erdgeschoss verändert. | 09231751 |
| Direkt Bild zu diesem Denkmal hochladen | Wohnstallhaus, Scheune und hofseitiges Seitengebäude eines Vierseithofes                                           | Jüdenhainer Straße 21 (Karte) | 18. Jh.                       | gut erhaltene Wohn- und Wirtschaftsgebäude von baugeschichtlichem und sozialgeschichtlichem Wert. Wohn- und Wirtschaftsgebäude eines Bauernhofes aus dem 18. und 19. Jh., heute nur noch landwirtschaftliche Nutzung, nicht mehr bewohnt. Wohnstallhaus: Erdgeschoss massiv und verändert, dort Garageneinbau, Obergeschoss Fachwerk, regelmäßig mit zahlreichen Streben, gefastes Rähm, Tür im Obergeschoss, geschweiftes Satteldach, vermutliche Bauzeit Mitte 18. Jh. (heute unbewohnt). hofseitiges Seitengebäude: zweigeschossig, Erdgeschoss massiv, dort Ställe, Fachwerk-Obergeschoss mit Tür im Obergeschoss, regelmäßiges zweiriegeliges Fachwerk, Eckstreben, Giebel verschiefert, Satteldach, vermutliche Bauzeit beginnendes 19. Jh. Scheune: eingeschossig, Fachwerk regelmäßig mit großem Holztor und Kellerzugang, geschweiftes Satteldach, Bauzeit um 1800, im Hof: teilweise Wirrfpflaster erhalten. Denkmalwert: als zeittypische und landschaftstypische ländliche Wohn- und Wirtschaftsgebäude Zeugnisse des ländlichen Bauhandwerkes des 18. und 19. Jh. sowie der Lebensweise im gleichen Zeitraum, woraus sich der baugeschichtliche und sozialgeschichtliche Wert ableitet. (LfD/2011) guter Originalzustand und hoher heimatgeschichtlicher Wert. | 09231752 |
| Direkt Bild zu diesem Denkmal hochladen | Wohnstallhaus, Scheune und zwei Seitengebäude eines Vierseithofes                                                  | Jüdenhainer Straße 33 (Karte) | Mitte 18. Jh.                 | baugeschichtlicher und sozialgeschichtlicher Wert. Geschlossen erhaltener Vierseithof, bestehend aus dem Wohnstallhaus, zwei Seitengebäuden und der Scheune. Vermutlich wurden die Wohn- und Wirtschaftsgebäude im 18. Jh. erbaut und nachfolgend baulich leicht verändert, wobei der Originalbestand weitgehend erhalten blieb. Wohnstallhaus: zweigeschossiges Gebäude über längsrechteckigem Grundriss, Erdgeschoss massiv und baulich verändert, Fachwerk-Obergeschoss mit breit ausgebildetem Schwellenkranz mit Rähm, Füllhölzern und Schwelle, dort Blattsassen von der ehemaligen Umgebindekonstruktion im Erdgeschoss, engstielige und strebenreiche Fachwerkkonstruktion mit kleiner Brettertür im Obergeschoss, leicht geschweiftes Satteldach mit Biberschwanzdoppeldeckung. Torhaus: traufständig zur Straße stehend, Erdgeschoss zum größten Teil Fachwerk, teilweise massiv, große Tordurchfahrt, Fachwerk-Obergeschoss, ebenfalls breiter Schwellenkranz mit Rähm, Füllhölzern und Schwelle sowie Tür im Obergeschoss, Satteldach, noch alte Schiebefenster erhalten, Haus wurde von Bewohnern als „unterer Heuboden“ bezeichnet. Zweites Seitengebäude: gegenüberliegend zum Torhaus, Erdgeschoss massiv, baulich verändert, dort Ställe, Fachwerk-Obergeschoss, ebenfalls engstielig, strebenreich, breiter Schwellenkranz teilweise erhalten, mit Tür im Obergeschoss, geschweiftes Satteldach mit Biberschwanzdoppeldeckung, als „oberer Heuboden“ bezeichnet. Scheune: eingeschossig, Fachwerk regelmäßig mit großen alten Holztoren und leicht geschweiftem steilen Satteldach, Geschlossen erhaltener Bauernhof mit unwesentlichen baulichern Veränderungen, Zeugnis der Lebensweise und des ländlichen Bauens aus der Mitte des 18. Jh., woraus sich der baugeschichtliche und sozialgeschichtliche Wert des Hofes ergibt. Durch die Eigentümer denkmalgerecht erhalten. (LfD/2011) Wohnstallhaus ehemals mit Umgebinde, guter Originalzustand. | 09231753 |
| Direkt Bild zu diesem Denkmal hochladen | Steinbogenbrücke über den Schneppendorfer Bach                                                                     | Jüdenhainer Straße 34 (Karte) | um 1800                       | einbogige einfache Brücke von baugeschichtlichem Wert. Schlichte Steinbogenbrücke an der Zufahrt zu einem Bauernhof in orts- und zeittypischer Konstruktion, vermutlich um 1800 erbaut. Diese kleinen, immer seltener werdenden Kleinbauwerke der Dörfer prägen und prägten das Ortsbild maßgeblich. Sie dokumentieren alte Verbindungswege im Dorf. Durch Hochwasser und Hochwasserschutzmaßnahmen gingen gerade in den letzten Jahren unzählige vergleichbare Brücken verloren, so dass die noch erhaltenen wertvolle Zeugnisse ländlichen Bauhandwerks und ländlichen Verkehrswesens sind. (LfD/2011) | 09231763 |
| Direkt Bild zu diesem Denkmal hochladen | Scheune, Seitengebäude, Miststattmauer, Streuobstwiese und straßenseitige Toranlage eines Dreiseithofes            | Jüdenhainer Straße 36 (Karte) | nach 1800                     | gut erhaltene Hofanlage von baugeschichtlicher und ortsbildprägender Bedeutung. Gut erhaltene Wirtschaftsgebäude eines Dreiseithofes in Fachwerkbauweise, teilweise massiv, beide 19. Jh. Beide Gebäude durch Satteldach abgeschlossen. Zwischen beiden Gebäuden Ziegelmauer der Miststatt. Neben dem Bauernhof Reste der Streuobstwiese. Denkmalwert: baugeschichtliche, sozialgeschichtliche und ortsbildprägende Bedeutung als typische ländliche Wirtschaftsgebäude aus dem 19. Jh. in gutem Originalzustand. (LfD/2011). nordwestlich gelegene Scheune: 1895 Aufstockung um einen 1,40 m hohen Drempel, Bauherrin: Auguste Anna Gesner, Gutsbesitzerin, Ausführung: Friedrich Werner, Bauunternehmer aus Crossen. südwestlich gelegenes Nebengebäude: 1896 errichtet, Bauherr: Hermann Schlünzig, Gutsbesitzer, Ausführung: Friedrich Werner, Bauunternehmer aus Crossen. | 09231754 |
| Direkt Bild zu diesem Denkmal hochladen | Häuslerhaus | Jüdenhainer Straße 39 (Karte) | Mitte 18. Jh.                 | mit Fachwerk im Obergeschoss und verschiefertem Giebel baugeschichtlich von Bedeutung. Häusleranwesen: zeit- und landschaftstypisches Fachwerkhaus, vermutlich Mitte des 18. Jh. erbaut. Massives Erdgeschoss, Fachwerk-Obergeschoss mit regelmäßigen Ständern, Eckstreben und Schiffchenkehlung an der Schwelle, Giebel verschiefert bzw. massiv, Dachgeschoss leicht vortretend, Satteldach. Hinweise am Rähm des Erdgeschosses lassen die Vermutung zu, dass das Gebäude ursprünglich ein Umgebindehaus gewesen ist. Denkmalwert: typisches Beispiel der Bauweise des 18. Jh. von baugeschichtlicher und sozialgeschichtlicher Bedeutung. (LfD/2011) massiv unterfahren, vermutlich ehemals mit Umgebinde | 09231755 |
| Direkt Bild zu diesem Denkmal hochladen | Wohnstallhaus, zwei Seitengebäude, zwei Tore und Scheune eines Vierseithofes                                       | Jüdenhainer Straße 40 (Karte) | um 1800                       | geschlossen erhaltener, gut gepflegter Vierseithof mit Baubestand des 18. und 19. Jh., von großer baugeschichtlicher und sozialgeschichtlicher Bedeutung. Wohnstallhaus: Erdgeschoss massiv, unterfahren, baulich verändert und vereinfacht, mit Garageneinbau, Fachwerk-Obergeschoss mit kräftiger Schwelle, Rähm und Füllhölzern als horizontale Gliederung, regelmäßiges Fachwerk, zweiriegelig mit Eckstreben, Krüppelwalmdach. Erstes Seitengebäude: links neben dem Wohnstallhaus, Erdgeschoss massiv, teils Ziegelmauerwerk verputzt, baulich verändert. Fachwerk-Obergeschoss, Eckstreben, regelmäßige Gliederung, Krüppelwalmdach, vermutliche Bauzeit 19. Jh. Zweites Seitengebäude: rechts neben dem Wohnstallhaus, Erdgeschoss massiv, auch dort Garageneinbauten und leichte Veränderungen, Fachwerk-Obergeschoss, regelmäßig gegliedert, dort noch teils alte Fenster erhalten, Tür im Obergeschoss, Krüppelwalmdach, ein Giebel zur Straße massiv. Tordurchfahrten: zwischen Scheune und diesem Seitengebäude und Wohnstallhaus zwei große Rundbogentore, die sowohl die Zufahrt in den Hof als auch die Feldzufahrt ermöglichen. Scheune: hofseitiger Abschluss, eingeschossig mit Drempel, Abschluss durch Satteldach, große originale Holztore, teils mit Schlupfpforte, Fenster teils original, 1. H. 19. Jh., besterhaltenes Gebäude der Hofanlage. Geschlossen erhaltene Hofanlage, auf Grund ihres gut erhaltenen Fachwerkhausbestandes von großer baugeschichtlicher sowie sozialgeschichtlicher Bedeutung. (LFD/2011) guter Originalzustand, vollkommen geschlossen erhalten, Inschrift am Giebel des Seitengebäudes „Ich wünsche denen die mich kennen viel mehr als was sie mir gönnen“ | 09231756 |
| Direkt Bild zu diesem Denkmal hochladen | Häusleranwesen | Jüdenhainer Straße 45 (Karte) | vermutl. um 1830/40           | kleiner, das Straßenbild prägender Fachwerkbau von baugeschichtlichem und sozialgeschichtlichem Wert. Zweigeschossiges, sehr schmales Gebäude mit massivem Erdgeschoss, Fenstergewände vermutlich noch erhalten mit einer Hohlkehlung aus Porphyrtuff, weiterhin Türportal mit waagerechtem Gebälk aus Rochlitzer Porphyrtuff (überputzt), Türen und Fenster verändert, Fachwerk-Obergeschoss verkleidet, geschweiftes Satteldach, vermutlich um 1830/40 erbaut. Als zeit- und landschaftstypisches ländliches Wohn- und Wirtschaftsgebäude von bau- und sozialgeschichtlichem Wert. (LFD/2011) | 09231757 |
| Direkt Bild zu diesem Denkmal hochladen | Wohnstallhaus und Seitengebäude eines Vierseithofes                                                                | Jüdenhainer Straße 49 (Karte) | 2. H. 18. Jh. (Wohnstallhaus) | schlichte Fachwerkbauten des 18. Jh., von ortsbildprägender und baugeschichtlicher Bedeutung. Wohnstallhaus und Seitengebäude eines ehemaligen Bauernhofes, vermutlich im ausgehenden 18. bzw. beginnenden 19. Jh. erbaut. Beide Gebäude zweigeschossig mit massivem Erdgeschoss, leicht verändert, Obergeschoss Fachwerk teils verschiefert, die Fenster teilweise vergrößert, mit Satteldächern abschließend, beide Gebäude zeittypische Fachwerkbauten, in relativ gutem Originalzustand, langjährig leer stehend, im Verfall begriffen. Denkmalwert: Als Zeitdokument der ländlichen Lebensweise und des Bauhandwerks von bau- und sozialgeschichtlichem Wert, durch die dominante Lage von ortsbildprägender Bedeutung. (LFD/2011) Wohnstallhaus mit regelmäßigem Fachwerk hofseitig, verschiefertem Obergeschoss außen, massiv unterfahren, ursprünglich mit Umgebinde, guter Originalzustand. | 09231758 |
| Direkt Bild zu diesem Denkmal hochladen | Dorfgasthof mit Saalanbau                                                                                          | Jüdenhainer Straße 51 (Karte) | um 1850                       | gut erhaltenes Ensemble mit alten Bäumen und Terrasse, markant für das Ortsbild, von baugeschichtlicher und ortsgeschichtlicher Bedeutung. Alter Dorfgasthof, erbaut im 19. Jh., zweigeschossig über längsrechteckigem Grundriss, Erdgeschoss massiv, vereinfacht, Obergeschoss Fachwerk, schieferverblendet, mit Spitzwinkelschablonendeckung, Giebel massiv und verändert, Krüppelwalmdach. Saalanbau: eingeschossig mit Rundbogenfenstern, Satteldach, erbaut um 1900. Vor dem Gasthof Terrasse mit Stützmauer und drei Kastanien. Im Leben der Bewohner des Dorfes hat und hatte der Gasthof einen hohen Stellenwert. Er ist Treffpunkt für familiäre Feiern, aber auch bei Tanzvergnügen, Versammlungen usw. Diese Nutzungsgeschichte begründet die große ortsgeschichtliche Bedeutung des Gebäudekomplexes. Zugleich dokumentieren die Gebäude eindrucksvoll das Bauhandwerk ihrer Erbauungszeit und erlangen somit auch baugeschichtliche Bedeutung. (LFD/2011) | 09231759 |
| Direkt Bild zu diesem Denkmal hochladen | Wohnstallhaus, Scheune, zwei Seitengebäude und Steinbogenbrücke (Zufahrt) eines Vierseithofes                      | Jüdenhainer Straße 52 (Karte) | vermutl. um 1800              | geschlossen erhaltener Bauernhof, einer der wenigen original erhaltenen Bauernhöfe im Ort, daher von großer sozialgeschichtlicher und baugeschichtlicher Bedeutung. Wohnstallhaus: vermutlich um 1800 erbaut, Erdgeschoss massiv, leicht verändert, Obergeschoss Fachwerk, teils verbrettert, teils verschiefert, Satteldach, im Giebel sehr schöne originale Fenster. straßenseitiges Seitengebäude: erbaut 1. H. 19. Jh., Erdgeschoss massiv, vermutlich unterfahren, Fachwerk-Obergeschoss, einfaches Fachwerk mit Eckstreben, Satteldach. Scheune: um 1800 erbaut, eingeschossiger Fachwerkbau, vollständig ungestört, zahlreiche Streben, alle Holzverbindungen gezapft, Holztore teils erhalten, Satteldach, Giebel verbrettert, Anbau ohne Denkmalwert. hinteres Seitengebäude: vermutlich Mitte 19. Jh. oder um 1900 erbaut, zweigeschossiger verbretterter Fachwerkbau mit Satteldach. Denkmalwert: eine der wenigen sehr gut erhaltenen Hofanlagen des Dorfes, von großer baugeschichtlicher, sozialgeschichtlicher sowie ortsbildprägender Bedeutung. (LFD/2011) | 09231760 |
| Direkt Bild zu diesem Denkmal hochladen | Ehemaliges Wohnstallhaus eines Bauernhofes, zeitweise auch Mühle                                                   | Jüdenhainer Straße 58 (Karte) | um 1700                       | zeit- und landschaftstypisches Fachwerkhaus mit massivem Erdgeschoss von baugeschichtlichem und ortsgeschichtlichem Wert. Zweigeschossiges Bauernhaus, ehemalige Mühle, über längsrechteckigem Grundriss, vermutlich um 1700 erbaut, im 18. Jh. überformt, Erdgeschoss massiv unterfahren, Ziegelmauerwerk, in der Gliederung teils verändert, Obergeschoss Fachwerk, strebenreich, zweiriegelig, davon ein Ständer mit aufgeblatteten Kopfstreben, die Giebel verbrettert, geschweiftes Satteldach. Denkmalwert: baugeschichtlicher Wert sowie sozialgeschichtlicher Wert auf Grund der Nutzung und des guten Originalzustandes. (LFD/2011) mit Fachwerk im Obergeschoss und verschiefertem Giebel, massiv unterfahren | 09231761 |
| Direkt Bild zu diesem Denkmal hochladen | Scheune und Seitengebäude eines Vierseithofes                                                                      | Jüdenhainer Straße 64 (Karte) | 2. Hälfte 18. Jh.             | zeittypische Fachwerkbauten des 18. Jh. von baugeschichtlichem und ortsgeschichtlichem Wert. Wirtschaftsgebäude eines Bauernhofes, um 1800 erbaut. Seitengebäude: Erdgeschoss massiv und verändert mit Garageneinbauten, Fachwerk-Obergeschoss, engstielig mit Tür im Obergeschoss, zahlreiche Streben, Holzverbindungen gezapft, Satteldach, Scheune: eingeschossig mit Drempel, Fachwerk strebenreich, alle Holzverbindungen gezapft, flach geneigtes Satteldach. Denkmalwert: baugeschichtlicher Wert auf Grund des guten Originalzustandes beider Gebäude. (LFD/2011) Obergeschoss ursprünglich vorkragend, schönes regelmäßiges Fachwerk, Erdgeschoss leicht verändert. | 09231762 |
| Direkt Bild zu diesem Denkmal hochladen | Wohnstallhaus (ohne Anbau) und Scheune sowie Reste des Bauerngartens, Streuobstwiese und Teich eines Vierseithofes | Kiesweg 35 (Karte)            | Anfang 19. Jh.                | Wohnstallhaus Obergeschoss Fachwerk, gut erhaltenes Ensemble von regionalhistorischer Bedeutung. Gut erhaltenes Ensemble ländlicher Wohn- und Wirtschaftsgebäude mit Streuobstwiese und Garten, Bauten zumeist 19. Jh., Wohnstallhaus mit Fachwerk im Obergeschoss, zweifarbig verschieferter Giebel, zwei originale Fenster mit Sieben-Scheiben-Teilung und kleinem mittig angeordnetem Öffnungsflügel, Scheune mit Fachwerk im Erdgeschoss, verbrettertem Obergeschoss und verbrettertem Giebel. Durch den guten Originalzustand des Bauernhofes und die Vollständigkeit der Anlage wird dieser Bauernhof zum Zeitdokument ländlichen Bauhandwerks sowie der Lebens- und Arbeitsbedingungen des 19. Jh. und erlangt somit bau- und sozialgeschichtliche Bedeutung. (LFD/2011) Gut erhaltenes geschlossenes Ensemble, Wohnstallhaus mit Fachwerk im Obergeschoss, zweifarbig verschiefertem Giebel und zwei originalen Fenstern mit Sieben-Scheiben-Teilung und kleinem mittig angeordnetem Öffnungsflügel, Scheune mit Fachwerk im Erdgeschoss, verbrettertem Obergeschoss und verbrettertem Giebel. | 09231217 |
| Direkt Bild zu diesem Denkmal hochladen | Wohnstallhaus und Scheune eines Bauernhofes                                                                        | Zwickauer Straße 2 (Karte)    | 1783 d                        | Wohn- und Wirtschaftsgebäude in Fachwerkbauweise in gutem Originalzustand von baugeschichtlichem, sozialgeschichtlichem und ortsbildprägendem Wert. Original erhaltene Wohn- und Wirtschaftsgebäude eines kleinen Bauernhofes, beide in Fachwerkbauweise, weitgehend original erhalten, vermutlich um 1800 erbaut. Wohnhaus: zweigeschossig, über längsrechteckigem Grundriss, Erdgeschoss massiv und baulich verändert, strebenreiches Fachwerk im Obergeschoss, regelmäßig ausgebildet mit breitem Schwellenkranz, dieser bestehend aus Rähm, Schwelle und Füllhölzern, Satteldach mit Biberschwanzdoppeldeckung. Scheune: eingeschossig mit Drempel, Fachwerk mit Ziegelausfachung, Giebel verschiefert, Satteldach mit Biberschwanzdoppeldeckung. Denkmalwert: als typische Beispiele der Bauweise und Dokumente der Lebensweise des beginnenden 19. Jh. von baugeschichtlicher und sozialgeschichtlicher Bedeutung. (LfD/2011) | 09231530 |